# Гней Домиций Афер
Гней Домиций Афер (на латински: Gnaeus Domitius Afer; * Немаузус; † 59 г.) е политик, сенатор и прочут оратор на ранната Римска империя.

## Биография
Произлиза от фамилията Домиции от Немаузус в Нарбонска Галия.
През 25 г. той става претор по времето на Тиберий. През 26 г. Афер осъжда Клавдия Пулхра за опит да отрови император Тиберий, в магьосничество и прелюбодеяние с Фурний. След това работи като обвинител по времето на Клавдий.
На 1 юли 39 г. Калигула го прави суфектконсул заедно с Гней Домиций Корбулон. От 49 г. е curator aquarum и по времето на Нерон.

## Негови произведения
Гней Домиций Афер пише книги, от които са запазени:
- речи: pro Cloatilla, pro Voluseno Catulo, pro Laelia, pro Taurinis
- книги urbane dicta от речите
- две книги de testibus.